# Baie de Raritan
La baie de Raritan (en anglais : Raritan Bay) est une baie des États-Unis formant la partie occidentale de la Lower New York Bay. Elle est située entre le sud de Staten Island dans l'État de New York et les côtes du New Jersey (particulièrement les comtés de Middlesex et Monmouth).

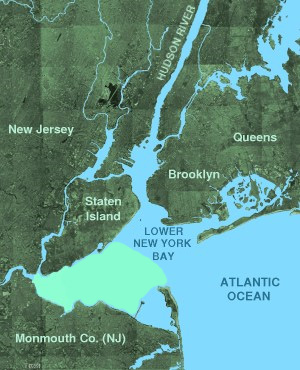
Localisation de la baie de Raritan.

La baie est alimentée par le Arthur Kill, détroit qui sépare Staten Island du New Jersey et la fait communiquer avec la baie de Newark, tandis que le Raritan est le principal cours d'eau qui se jette dans la baie à l'ouest au niveau du débouché sud du Arthur Kill. La baie est surplombée par le phare de Prince's Bay.
Au sud, se trouve une baie plus petite, la Sandy Hook Bay fermée par la péninsule de Sandy Hook et la jetée de la base militaire du Naval Weapons Station Earle.
Elle doit son nom aux Raritans, un des clans de la tribu amérindienne des Lenapes.